# Idzikowice (województwo opolskie)
Idzikowice (niem. Eisdorf) – wieś w Polsce położona w województwie opolskim, w powiecie namysłowskim, w gminie Wilków.
W latach 1975–1998 miejscowość administracyjnie należała do ówczesnego województwa opolskiego.

## Zabytki
Do wojewódzkiego rejestru zabytków wpisany jest:
- zespół dworski, z poł. XIX w.:
  - dwór
  - park.

## Oświata
- Zespół Szkolno - Przedszkolny Publiczna Szkoła Podstawowa w Idzikowicach